# 光懿皇后 (唐朝)
光懿皇后（?—?），贾氏，嫁给北魏的幢主李天锡、生下儿子李虎。武德元年（618年），李虎的孙子李渊建立唐朝，六月廿二，追谥高祖父李天锡为懿王。咸亨五年（674年）八月十五，唐高宗追谥李天锡为唐懿祖光皇帝，贾氏为光懿皇后。